# Cécile De Gernier
Cécile De Gernier (Ukkel, 25 mei 1986) is een Belgische voetbalspeelster. Sinds 2012 speelt ze in het middenveld bij Standard Luik in de Super League. De Gernier debuteerde in 2011 bij het Belgisch voetbalelftal en werd daar een vaste waarde.

## Palmares
- Kampioen van België 2009, 2011, 2013, 2014, 2015, 2016
- Beker van België 2013-2014 (Standard Luik)
- Kampioen BeNe League 2014-2015 (Standard Luik)